# Ангел Спасов
Ангел Спасов Ралчов е виден български скулптор, описван като „скулптор без аналог в българската пластика“.

## Биография
Ангел Спасов Ралчов е роден в 1884 година в Плевен. Постъпва в Рисувателното училище в София през 1904 година. Там той учи скулптура при Жеко Спиридонов и живопис при Иван Мърквичка. Спасов посещава Рим, Флоренция и Рим по време на последните години от учението си от 1910 до 1911 година. Живее и твори в родния си Плевен до смъртта си.“.  Умира през 1974 година. 
Творчеството на Спасов се откроява с остро реалистично изпълнение. В развитието му се разграничават няколко периода, като най-ранният период обхваща военните години до 1918 година.  Ангел Спасов твори и живопис.
Светлин Русев го писва като: „Един дребен на ръст, набит възрастен човек, изискано и малко старомодно облечен, с аристократично достолепие привечер минаваше по главната улица на Плевен.“ 